# .ie

L'allocation de l'espace d'adressage IPv4 (Irlande).

.ie est le domaine de premier niveau national (country code top level domain : ccTLD) réservé à la république d'Irlande.
Le .ir est réservé à l'Iran parce qu'il est seize fois plus peuplé que l'Irlande, c'est pourquoi la lettre suivante dans le nom du pays a été utilisée, c'est-à-dire e dans Ireland. Cette décision et les décisions semblables concernant d'autres pays est héritée des normes plus anciennes de l'Organisation internationale de normalisation (ISO), norme ISO 3166[réf. souhaitée].